# Kaufmann Dávid

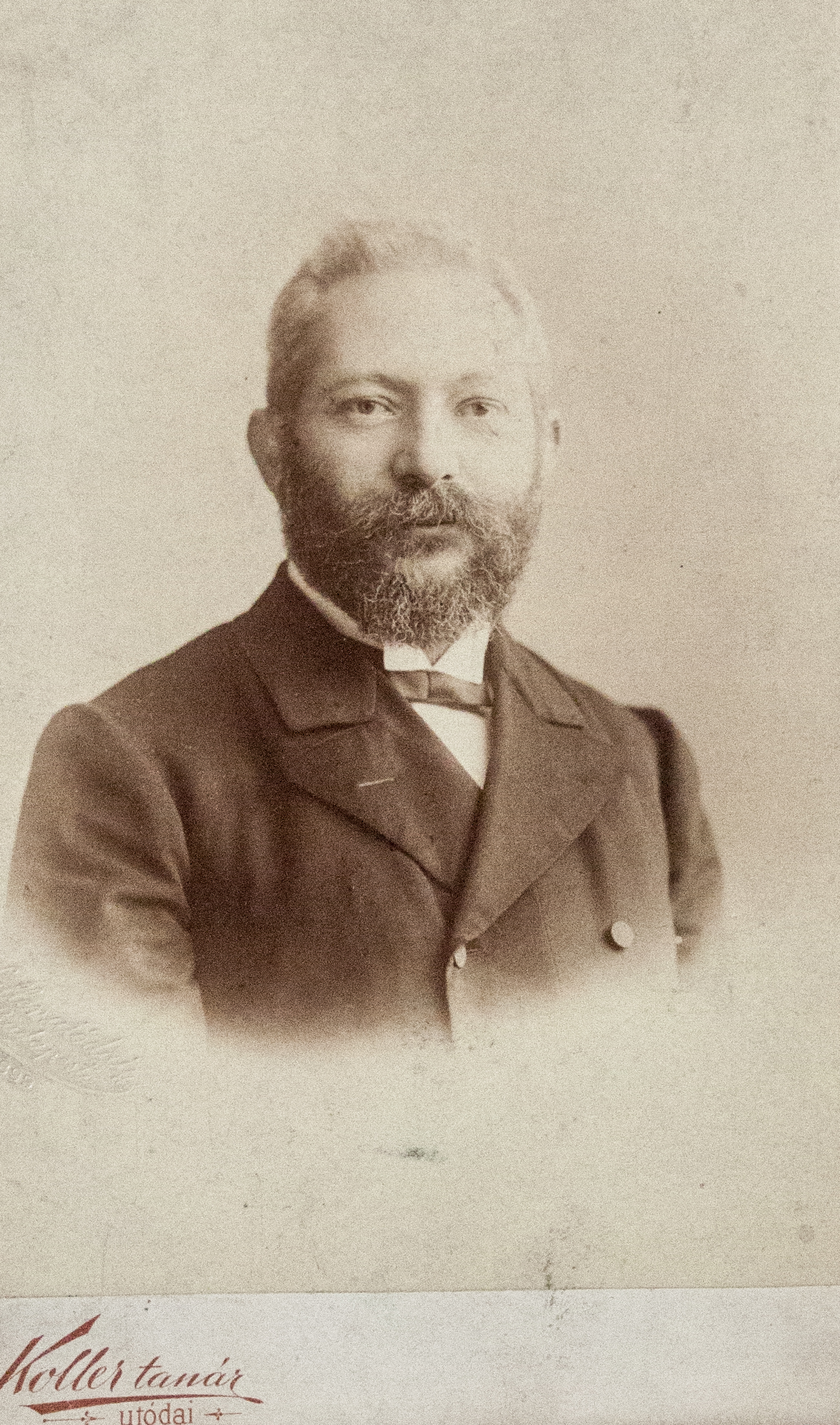
Kaufmann Dávid 1899 körül

Kaufmann Dávid (Kojetein, Morvaország, 1852. június 7. – Karlsbad, 1899. július 6.) vallásfilozófus, történész, a rabbiképző intézet tanára.

## Élete
Teológiai tanulmányait a boroszlói rabbi-szeminariumban, a bölcseleti- s nyelvészetieket pedig az ottani és a lipcsei egyetemen végezte. 1877-ben az akkor megnyitott budapesti országos rabbiképző intézet tanárává nevezték ki, ahol a zsidó vallásbölcselet és történelem tanáraként működött, többnyire az általa rövid idő alatt elsajátított magyar nyelven tartván előadásait. Szerkesztette 1892-től Braun M.-mel együtt a Frankel Z. által alapított és Graetz H. által folytatott, Boroszlóban megjelenő Monatsschrift für Geschichte und Wissenschaft des Judenthums című folyóiratot. Értékes héber kéziratokból (például a róla elnevezett Haggádából) és könyvekből álló gyűjteménye volt, amelyet családja a Magyar Tudományos Akadémiának adományozott.

## Publikációi
Cikkei és értekezései a Göttingische gelehrte Anzeigenben (1880. R. Samuel b. Meier als Schrifterklärer, 1881. Iscrizioni inedite o mal note, greche, latine, ebraiche, di antichi sepolcri giudaici di Napolitano edite e illustrate di G. J. Ascoli. Geschichte des Erziehungswesens und der Cultur der Juden in Frankreich und Deutschland im X-XIV. Jahrhundert és könyvism., 1882-től könyvismertetések stb.); a Revue des études juives-ben (1882. Delivrance des juifs de Rome en 1555., Liste des rabbins dressé par Azriel, Trabotto, La discussion sur les phylacteres, 1883. Le neveu de Maimonide, 1884. Le prétendu D'Isaac Israéli sur le livre Yeçira, Les cercles intellectuels de Batalyousi, 1885. Samuel ibn Abbas dans Abraham ibn Daud, Pline l'Ancien en Judée, Les martyrs d'Ancone, La synagoge de Cordoue, 1886. Études d'archéologie juive 1. La synagogue de Hammam-Lif, 1887. Une liste d'anciens livres hébreux, Sens et origine de symbole tumulaires de l'encien-Testament dans l'art chrétien primitif sat.); a Zeitschrift der deutschen Morgenländischen Gesellschaft című folyóiratban (1883. Sáadja' Alfajjumi's Einleitung... inIbn Tibbon's Übersetzung, 1886. Das Wörterbuch Menachem Ibn Saruk's nach Codex Bern. 200., 1887. Die Schüler Menachem's und Dunasch's ..., 1895. Ein Responsum des Gaons, R. Hâja über Gottes Vorherwissenund die Dauer des menschlichen Lebens); az Oesterreichische Monatschrift für den Orient-ben (1884. Leopold Zunz, 1885. Mission en Palestine et en phénicie, entreprise 1881. par M. Ch. Clermont-Ganneau, Zwei Göttinger Machsor-Handschriften ... sat.); a Magyar Zsidó Szemlében (1886. A kutyajutalom. Deut. 23., 19., A szamárfő sat.); a Századokban (1888. Irodalomtörténeti apróságok, Pótlék Szabó K., Régi M. Könyvtára II. kötetéhez); az Archaeológiai Értesítőben (1895. Magyarország legrégibb zsidó temetője); írt még a Magazin für die Literatur des In- und Auslandes, Jewis Chronicle, Jewis Messenger, Jewis Quarterly Review, Mosé (Corfu), Israelitische Wochenschrift, Jüdisches Literaturblatt sat. folyóiratokba.

## Munkái
- George Eliot and Judaism en attempt to appreciate Daniel Deronda. Translated by J. W. Ferrier. London, 1877.
- Rede zur Einweihung der Synagoge in der Landes-Rabbinen-Schule zu Budapest am 6. October 1877. Bpest, 1878. (50 példányban.)
- Die Lichter am Abend. Predigt am Sabbath vor dem Chanuckfeste (24. Kislew, 5641), gehalten in der Synagoge der Landes-Rabbinenschule zu Budapest. Uo. 1880.
- Al-Batlajusi nyomai a zsidó vallás-philosophiában és jelképes körei héber fordításának kiadása. Bpest, 1880. (Különnyomat a Rabbiképző-intézet Értesítőjéből. Németül: Lipcse, 1880.)
- Ein Wort im Vertrauen an Herrn Hofprediger Stöcker. Berlin, 1880.
- Vom Jüdischen Katechismus. Bpest, 1884. (Magyarul a M. Zsidó Szemlében, olaszul a Moseban.)
- Adalékok a középkor physiologiája és psychologiájának történetéhez. Bpest, 1884. (Különny. a Rabbiképzőintézet Értesítőjéből. Ism. 1885: M. Zsidó Szemle és Egyet. Philol. Közlöny. Németül: Lipcse, 1884.)
- Paul de Lagardes jüdische Gelehrsamkeit. Eine Erwiderung. Leipzig, 1887.
- Études d'archéologie juive et chrétienne I. Paris, 1887.
- Zur Geschichte jüdischer Familien: I. Samson Wertheimer. Wien, 1888. II. R. Jair Chajjim Bacharach. Trier, 1894. (Ism. A Liter. Centralblatt 15. sz.)
- A zsidók utolsó kiűzése Bécsből és Alsó-Ausztriából. Bpest, 1889. (Németül is. Online)
- Okmányok Wertheimer Sámson élettörténetéhez. Uo. 1891. (Németül is.)
- Mélanges d'archéologie juive et chrétienne. Paris, 1888.
- Jakob Mantino. Une page de la renaissance. Versailles, 1894. (Különny. a Revue des études juives 1893. XXVII. kötetéből.)
- Die Erstürmung Ofens und ihre Vorgeschichte. Nach dem Berichte Isak Schulhofs (1650-1732.) Megillath Ofen. Herausgegeben und biographisch eingeleitet. Trier, 1895. (V. ö. budavár vívásának egy szemtanuja és leírója az IMIT 1895. Évkönyvében.)
- Dr. Conegliano Izrael és érdemei a velencei köztársaság körül a karloviczi béke utánig, Budapest, 1895.
- Studien über Salomon Ibn Gabirol. Bp, 1899. Online

## Gyűjteménye
- Weisz Miksa: Néhai Dr. Kaufmann Dávid tanár könyvtárának héber kéziratai és könyvei. Alkalay, Budapest, 1906.
- Kaufmann Dávid és középkori héber kéziratgyűjteménye a Magyar Tudományos Akadémia Könyvtárának Keleti Gyűjteményében

## További információ
- Dr. M. Brann, Dr. F. Rosenthal (Hrsg.): Gedenkbuch zur Erinnerung an David Kaufmann. Breslau, 1900. Online
- Dr. Goldziher Ignácz búcsúztatója : Elmondotta dr. Kaufmann Dávid temetésén a koporsót váró nyitott sír előtt (1899. julius 11-én)